# Матвієнко Олена Володимирівна
Альона (Олена Володимирівна) Матвієнко (народ. 31 жовтня  1975 року, Дніпропетровськ, Україна) — театральний продюсер, організатор балетних подій, сестра танцівника Дениса Матвієнко.
Як організатор виступів за участі брата, Альона Матвієнко співпрацювала з Большим театром (Москва, Росія), Маріїнським театром (Санкт-Петербург, Росія), Михайлівським театром (Санкт-Петербург, Росія), Новим Національним театром (Токіо, Японія), Ла Скала (Мілан, Італія), Ґранд Оперá (Париж, Франція) та Американським театром балету (Нью-Йорк, США), Національним театром Словенії (Марибор, Словенія), а також балетними фестивалями Dance Open та «Зірки балету XXI сторіччя».
Стала продюсером постановки хореографа Едварда Клюга Quatro. У 2011 році цей балет було висунуто на здобутті театральної премії "Золота Маска" в номінації «найкраща вистава в балеті» та «найкраща робота хореографа», а усі виконавці — Леонід Сарафанов, Олеся Новікова, Денис та Анастасія Матвієнко — були висунуті на здобуття премії в номінаціях «найкраща жіноча/ чоловіча роль в балеті» (премію одержав Леонід Сарафанов).
2011 року Альона заснувала продюсерський центр «Софіт». За декілька років існування центру під його егідою в Києві було влаштовано більш ніж 20 театральних подій за участі відомих артистів балету. У співпраці з Національною оперою України продюсерським центром «Софіт» було поставлено балети Radio and Juliet, «Клас-Концерт» та Quatro .
Цього ж 2011 року Альона разом з братом заснувала «Фонд розвитку мистецтв Дениса Матвієнко». Найперша задача цього Фонду — підтримка талановитих молодих танцівників та розвиток балетного мистецтва в Україні. 

У грудні 2013 року Альона Матвієнко разом із композитором Костянтином Меладзе, хореографом Дуайтом Роденом та танцівником Денисом Матвієнко розпочинає роботу над балетною виставою The Great Gatsby. Світова прем'єра балету відбулась 28 жовтня 2014 року в Києві на сцені НПМ "Україна". 
У травні 2015 року Продюсерський центр "Софіт" розпочинає роботу над новим проектом, Альона Матвієнко вирішує показати в Україні новий балет хореографа Едварда Клюга - Stabat Mater.  
24 червня 2015 року на сцені НПМ "Україна" (Київ, Україна) новостворена трупа проекту THE GREAT GATSBY презентує балет Stabat Mater разом з балетом Radio and Juliet.

## Громадянська позиція
Альона Матвієнко має активну громадянську позицію в питаннях реформування культури України. Разом з Фондом Дениса Матвієнко вона очолила ініціативу "Знайди власне місце на культурному фронті" та закликає громадян: "припинити говорити та почати діяти!".